# Tunel Seikan
Tunel Seikan (jap. 青函トンネル Seikan tonneru; także 青函隧道 Seikan zuidō) – podmorski tunel kolejowy pod cieśniną Tsugaru, łączący japońskie wyspy Honsiu i Hokkaido.

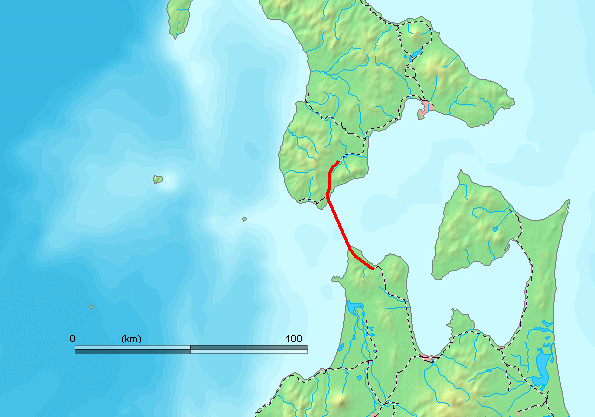
Trasa tunelu Seikan

Do 1 czerwca 2016 roku był najdłuższym tunelem jaki zbudowano, dopóki nie otwarto Gotthard Base Tunnel. Jego długość wynosi około 54 km (z czego 23,3 km znajduje się pod dnem morza). Koszt budowy wyniósł ponad 3,6 mld dolarów.
Skała wulkaniczna pod cieśniną Tsugaru nie nadawała się do odwiertów, więc znaczna część skał została usunięta przy pomocy dynamitu. Testowe odwierty zaczęły się w 1961 roku, a budowa tunelu ruszyła w 1971 roku. Pierwsze połączenie obu stron nastąpiło w 1983 roku, a oddanie do użytku 13 marca 1988 roku.
Po ułożeniu trzeciej szyny, tworzącej dodatkowy, szerszy rozstaw toru (1 435 mm), od 2016 roku przez tunel kursują także ekspresy Shinkansen (zestawy serii E5 i H5).
Wewnątrz tunelu znajdowały się dwie stacje: Tappi-kaitei (od strony Honsiu) i Yoshioka-kaitei (od strony Hokkaido), ale zostały zamknięte.  
Nazwę tunelu utworzono, łącząc pierwsze znaki kanji (czyt. sinojapońskie) nazw: Aomori (青森) i Hakodate (函館).

Przekrój przez tunel: (1) Honsiu, (2) Stacja Tappi-kaitei, (3) Stacja Yoshioka-kaitei, (4) Hokkaido. Nachylenie jest uwypuklone, w rzeczywistości wynosi 1,2%.